# کنترل تکرارآموز
کنترلر تکرارآموز(به انگلیسی: Iterative Learning Control) یکی از روش‌های کنترلی برای سیستم‌هایی است که به صورت تکراری یک دستور را اجرا می‌کنند. برای مثال، بازوی رباتیک که یک مسیر حرکت  ثابت را همواره طی می‌کند، یک نمونه از این نوع سیستم‌هااست. در این سیستم‌ها، هدف، کنترل پیمودن یک مسیر یا تعقیب کردن یک رفرنس، با دقت بالاست که این کار به کمک یادگیری از اجراهای قبلی سیستم و اصلاح برای اجرای بعدی، انجام می‌گیرد.
ساز و کار ِ کنترل به روش تکرارآموز به این صورت است که در هر تکرار ِ p، ورودی ِ سیستم از رابطه ی زیر بروز می‌شود:
{\displaystyle u_{p+1}=u_{p}+K*e_{p}}
که در آن {\displaystyle u_{p}}  ورودی ِ سیستم و {\displaystyle e_{p}}   خطا در تکرار ِ p است. K پارامترِ طراحیِ کنترلر است که بیانگر ِ عملیاتی است که روی خطای   انجام می‌شود. K تعیین‌کننده ی نرخ همگرایی و به‌طور کلی کارایی ِ کنترلر است. K می‌تواند یک بهره ی ساده و اسکالر باشد یا یک محاسبات ِ پیچیده ی بهینه سازی.